# 大澤融
大澤 融（おおさわ とおる、1913年3月15日 - 1983年6月26日）は、日本の農林官僚。

## 来歴・人物
山梨県出身。1936年に高文行政科と高文司法科に合格し、1937年に東京帝国大学法学部を卒業し、同年に農林省に入省。1952年1月に食糧庁長官に就任し、1963年9月から1965年9月までに農林水産事務次官を務め、1966年7月に農林漁業金融公庫総裁を経て、1972年6月から1978年6月までに日本中央競馬会理事長を務めた。
1983年に勲二等旭日重光章を受章。
1983年6月26日肺炎のために死去。70歳没。